# Spor o Jersey (2021)

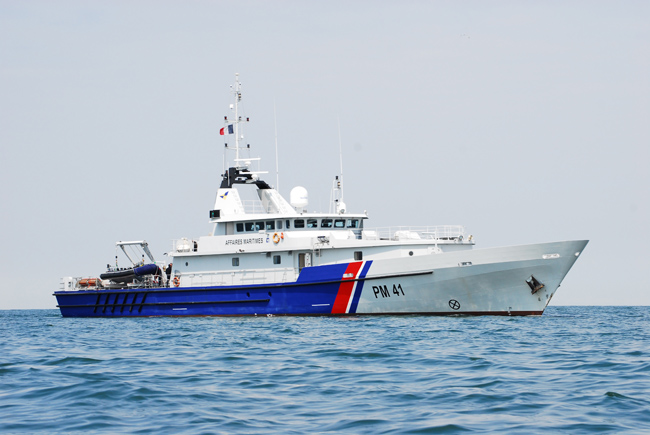
Thémis (PM41)

Spor o Jersey byl konflikt mezi autonomní vládou Jersey a francouzskými rybáři o rybolov v teritoriálních vodách ostrova Jersey. Důvodem sporu bylo, že po odchodu Spojeného království z Evropské unie došlo ke změně licencí pro rybářské lodě Evropské unie k pokračování rybolovu v teritoriálních vodách Jersey. Francie navrhla ostrov Jersey odpojit od podmořských kabelů elektřiny, na kterých je ostrov závislý, jako odplatu za omezení rybolovu francouzským rybářům ve výsostných vodách Normanských ostrovů. Británie k ostrovu vyslala dvě vojenské lodě.

## Předehra
- 23. červen 2016 – Spojené království se v referendu rozhodlo odejít z Evropské unie.
- 28. srpen 2018 – V Lamanšském průlivu došlo ke střetu mezi 5 britskými a 35 francouzskými rybářskými loděmi. Byl to největší incident od roku 2012 a incidenty se odehrály i v roce 2020. Pro všechny tyto události se vnesl název válka o lastury.
- 31. leden 2020 – Spojené království oficiálně opouští Evropskou unii, ale zůstává do konce roku součástí Evropského jednotného trhu.
- 24. prosinec 2020 – Byla sjednána Dohoda mezi Evropskou unií a Spojeným královstvím o obchodu a spolupráci, které předcházely měsíce náročného jednání především v oblasti rybolovu.
- 30. prosinec 2020 – Dohoda byla podepsána oběma stranami. K dodatečné ratifikaci dojde ve Spojeném království o den později 31. prosince a 29. dubna 2021 v Evropské unii.
- 1. květen 2021 – Dohoda vešla v platnost.

## Vývoj
5. května 2021 došla Francii trpělivost s obstrukcemi, které od brexitu údajně zažívali její rybáři v Lamanšském průlivu, a přišla s odvetou. Pohrozila, že tamnímu ostrůvku Jersey přestane dodávat elektřinu. Britské území je na francouzských energetických sítích závislé. Britská vláda vzkázala, že s potížemi rybářů nemá nic společného. Výhrůžka vůči ostrůvku nedaleko francouzských břehů přišla poté, co si francouzští rybáři začali stěžovat, že jim úřady brání lovit na Normanských ostrovech, mezi které patří i Jersey. Ostrov je na francouzské elektřině, dodávané třemi podmořskými kabely, závislý až z 95 procent. A francouzští rybáři jsou zase závislí na něm. Jedině tam totiž mohou získat povolení lovit v britských vodách. Nejdřív však zájemci musí prokázat, že to dělali už pět let před britským referendem o odchodu Velké Británie z Evropské unie. Francouzská vláda ovšem tvrdí, že si Britové vymysleli další podmínky, o které jí neřekli. Rybáře prý omezují v tom, kde a jak dlouho mohou lovit. Spor o povolenky z Jersey je tak další v řadě konkrétních dopadů brexitu. Právě rybolov byl přitom jednou z hlavních překážek během jednání o novém uspořádání vztahů mezi Británií a EU. Francouzští rybáři už měsíc předtím v přístavu zablokovali náklad s britskými úlovky na protest proti dodatečným pravidlům, které jsou podle nich jen projevem přílišné byrokracie. Francouzská ministryně námořní dopravy Annick Girdardinová již 4. května prohlásila, že brexitová dohoda poskytuje prostor pro odvetná opatření a že je francouzská vláda připravena je použít, pokud bude muset. Británie už dříve odmítla, že by byla zodpovědná za pomalé vydávání povolenek rybářům. Vzkázala také, že k unijním lodím přistupuje na základě podkladů, které jí dodává Evropská komise.
6. května 2021 britská vláda vyslala ke svému ostrůvku Jersey dvě vojenské lodě poté, co Francie pohrozila, že na ostrov přestane dodávat elektřinu. Francouzští rybáři protestovali u přístavu Saint Helier. Britský premiér Boris Johnson se rozhodl povolat námořnictvo kvůli zprávám o tom, že Francouzi plánují důležitý přístav zablokovat. Ti však takový plán popřeli. Své lodě pak vyslala i Francie. Evropská komise obě země vyzvala k jednání. Odpoledne se pak rybáři vrátili do Francie. S jejich zástupci se setkal ministr ostrova Jersey pro vnější vztahy Ian Gorst, výsledek jednání však nebyl příliš uspokojivý. Obě britská ozbrojená plavidla hlídkovala několik kilometrů od přístavu St. Helier a do protestu nijak nezasáhla. Evropská komise ve stejný den apelovala, aby obě strany řešily spor jednáním, zároveň však uvedla, že nové podmínky rybolovu jsou v rozporu s obchodní dohodou mezi Londýnem a EU. Premiér Johnson znovu vyjádřil vedení ostrova podporu a vzkázal, že obě vojenské lodě „z preventivních důvodů“ zůstanou na místě. Britský velvyslanec Craig Murray, který se sám dříve zaměřoval na oblast moří a vyjednával dohodu o rybaření mezi Francií a Normanskými ostrovy v roce 1991, řekl, že nemůže uvěřit, jak všeobecně hloupé rozhodnutí bylo poslat tam dělové čluny. HMS Severin a HMS Tamar jsou vyzbrojené dělem a dvěma kulomety. Větší, devadesátimetrový Tamar má i dva rotační vícehlavňové kulomety minigun. Francouzský státní tajemník pro evropské záležitosti Clément Beaune uvedl, že se zapojením britských vojenských lodí Francie nenechá zastrašit. Mluvčí Elysejského paláce řekl, že úřady situaci pečlivě monitorují a chtějí ji uklidnit. Ještě 6. května 2021 oba státy odvolaly od ostrova své válečné lodě. Vyřešit situaci se ale nepodařilo. V pobrexitové smlouvě se britští a unijní vyjednavači dohodli, že se množství ulovených ryb evropskými rybáři v ostrovních vodách sníží o čtvrtinu do roku 2026 a pak budou obě strany rybolovné kvóty každoročně nově domlouvat.